# Eliaquim Mangala
Eliaquim Hans Mangala (* 13. Februar 1991 in Colombes) ist ein französischer Fußballspieler. Er besitzt einen belgischen und einen kongolesischen Pass.

## Karriere

### Im Verein
Mangala zog als Fünfjähriger mit seinen Eltern nach Belgien; dort begann seine Karriere in der Jugendmannschaft von AC Lustin. 2002 wechselte er zu CS Wépionnais und ging 2004 zur UR Namur.
Im Jahre 2007 schloss er sich Standard Lüttich an. Im Folgejahr wurde er in den Kader der ersten Mannschaft geholt und gab sein Debüt im Dezember 2008 in der Liga und in der Gruppenphase der UEFA Europa League. Zum Saisonende gewann Standard Lüttich die belgische Meisterschaft und den Supercup; Mangala war auf elf Einsätze gekommen. In der folgenden Saison wurde die Mannschaft Achter. In der Europa League schied die Mannschaft im Viertelfinale gegen den Hamburger SV aus. Mangala kam in dieser Saison auf elf Europapokaleinsätze (fünf in der UEFA Champions League und sechs in der Europa League), dabei erzielte er im Champions-League-Gruppenspiel gegen den FC Arsenal einen Treffer.
Am 16. August 2011 wechselte er für 6,5 Millionen Euro zum FC Porto. In seiner ersten Saison kam er wegen Verletzungen nur auf sieben Einsätze; der FC Porto wurde portugiesischer Meister. In der folgenden Saison war Mangala Stammspieler, erzielte vier Tore und wurde mit dem FC Porto erneut Meister.
Zur Saison 2014/15 wechselte Mangala für die Rekordablöse von 45 Millionen Euro in die Premier League zu Manchester City. Er unterschrieb einen Fünfjahresvertrag. Für die Saison 2016/17 wurde er an den FC Valencia verliehen, ab Februar 2018 bis Saisonende an den FC Everton.
Im August 2019 kehrte Mangala zum FC Valencia zurück. Er unterschrieb einen Vertrag mit einer Laufzeit bis zum 30. Juni 2021. Nach Erfüllung der Vertragslaufzeit war er kurzzeitig vereinslos, bevor er sich im Januar 2022 AS Saint-Étienne anschloss. Saint-Étienne verließ der Spieler im Juli 2022, einen neuen Klub fand er erst ein Jahr später mit dem portugiesischen Erstligisten GD Estoril Praia.

### In der Nationalmannschaft
International spielte Mangala 21-mal für die französische U-21 und erzielte in der Qualifikation zur Europameisterschaft 2013 in Israel gegen Lettland und die Slowakei jeweils ein Tor. Als Gruppenerster qualifizierte er sich mit Frankreich für die Play-offs, in denen die Mannschaft schließlich an Norwegen scheiterte und nicht am Turnier teilnahm.
Am 5. Juni 2013 kam er im Rahmen eines Freundschaftsspiels gegen Uruguay zum ersten Mal in der A-Nationalmannschaft zum Einsatz. Mangala spielte 90 Minuten durch und verlor mit Frankreich 0:1 durch ein Tor von Luis Suárez. Er nahm an der Fußball-Weltmeisterschaft 2014 teil, blieb jedoch ohne Einsatz.
Bei der Fußball-Europameisterschaft 2016 im eigenen Land wurde er in das französische Aufgebot aufgenommen. Seinen einzigen Einsatz im Turnier hatte er im Viertelfinalspiel gegen Island, als er bei einer 5:1-Führung seines Teams für die letzte Viertelstunde eingewechselt wurde. Frankreich verlor das Finale gegen Portugal mit 0:1.

## Titel und Erfolge
Standard Lüttich
- Belgischer Meister (1): 2009
- Belgischer Supercup (1): 2009
- Belgischer Pokal (1): 2011

FC Porto
- Portugiesischer Meister (2): 2012,  2013
- Portugiesischer Supercup (2): 2012, 2013

Manchester City
- League-Cup-Sieger: 2016